# Оранжевоклюн кракс
Оранжевоклюният кракс (Crax globulosa) е вид птица от семейство Cracidae. Видът е застрашен от изчезване.

## Разпространение
Разпространен е в Боливия, Бразилия, Колумбия и Перу.